# Rohda '76
Sportvereniging Rohda '76 (Recht Op Het Doel Af) is een Nederlandse voetbalvereniging uit Bodegraven, opgericht op 21 april 1976. De clubkleuren van Rohda '76 zijn blauw en wit. Het tenue bestaat uit een blauw shirt, een witte broek en blauwe kousen.
Rohda werkt zijn thuiswedstrijden af op Sportcomplex Broekveldselaan en komt uit in de Vierde klasse zaterdag van het KNVB-district West II (2024/25).

## Historie
- 1976 Oprichtingsvergadering op 21 april 1976.
- 1976 Eerste officiële thuiswedstrijd tegen SV Gouda (4-0 winst) op 11 september.
- 1977 Eerste kampioenschap in de Goudse Bond.
- 1980 Oprichting zaalvoetbalafdeling.
- 1981 500ste lid.
- 1983 Verhuizing naar het nieuwe sportcomplex "Broekveldselaan".
- 1983 Oprichting damesteams.
- 1988 Rohda '76 1 speelt op KNVB-sportcentrum tegen Nederlands jeugdelftal onder 16 jaar.
- 1988 Wedstrijd tegen eredivisionist FC Volendam (1-4).
- 1993 Oprichting Club van Honderd.
- 1994 Kampioenschap en voor eerst in het clubbestaan promotie naar de derde klasse.
- 1999 Opening hoofdtribune met 300 zitplaatsen.
- 2000 Rohda '76 wint nacompetitie en promoveert naar tweede klasse.
- 2001 Viering 25-jarig bestaan op zaterdag 21 april.
- 2001 Rohda '76 degradeert naar de derde klasse.
- 2004 Rohda '76 wordt kampioen en promoveert wederom naar de 2e klasse.
- 2006 Aanleg van een nieuw kunstgrasveld (veld 3).
- 2007 Rohda ’76 degradeert naar de 3e klasse.
- 2008 Rohda ’76 degradeert naar de 4e klasse.
- 2011 Rohda '76 wordt tweede en promoveert weer naar de 3e klasse.
- 2014 Rohda '76 degradeert naar de 4e klasse.
- 2015 Rohda '76 wordt derde en promoveert via nacompetitie naar de 3e klasse.
- 2016 Rohda '76 degradeert naar de 4e klasse
- 2025 Rohda '76 zaalvoetbal promoveert naar de eerste divisie.

## Competitieresultaten 1978–heden
| 12 4B |

|  |

| 8 4B |

| 6 4B |

| 9 4B |

| 5 4B |

| 8 4B |

| 10 4B |

|  |

| 5 4B |

| 2 4B |

| 5 4B |

| 11 4B |

|  |

| 3 4B |

| 3 4D |

| 1 4B |

| 4 3A |

| 5 3A |

| 5 2D |

| 7 2D |

| 12 2D |

| 7 3D |

| 12 2C |

| 4 3C |

| 8 3C |

| 1 3B |

| 8 2C |

| 8 2C |

| 12 2C |

| 11 3B |

| 7 4B |

| 9 4B |

| 2 4B |

| 11 3A |

| 3 3A |

| 13 3B |

| 3 4D |

| 14 3A |

| 2 4C |

| 5 4C |

| 9 4B |

| 8* 4B |

| 8* 4B |

| 8 4B |

| 4 4B |

| 7 4B |

- = Dit seizoen werd stopgezet vanwege de uitbraak van het coronavirus. Er werd voor dit seizoen geen officiële eindstand vastgesteld.

| Tweede divisie | Derde divisie | Vierde divisie | Eerste klasse |
| Tweede klasse  | Derde klasse  | Vierde klasse  | Vijfde klasse |

## Bekende (ex-)spelers
- Mark Veerman
- Arjan Ouwendijk
- Luuk Samsom
- Peter Barendse
- Vlatko lazic
- Boban Lazic